# Церква Святої Трійці (Вешенська)
Церква Святої Трійці  (рос. Церковь Святой Троицы (Вёшенская)) — колишній православний храм в станиці Вешенській Області Війська Донського .

## Історія
Рішення про будівництво храму в станиці Вешенській прийнято в середині тридцятих років XIX століття.
14 серпня 1838 року згідно з указом Архієпископа Новочеркаського і Георгіївського Афанасія до церкви був висвячений у священики Василь Андрійович Євсєєв. Але процес збору коштів та погодження проекту майбутнього храму затягнулися.
Церква Пресвятої Трійці являла собою точну копію Троїцької церкви міста Новочеркаська, яка побудована за проектом архітектора Фарафонтьєва.
Будівництво церкви почалося не раніше 1840 року. У 1843 році була згадана як церква, що будується. У 1856 році будівлю відбудовано і почалися внутрішні роботи.
Правління станиці надавало посильну допомогу парафіянам у зведенні храму грошима та іншими засобами, але все ж цього було недостатньо. Тому в 1856-1857 роках встановлений іконостас тільки в прибудові в ім'я Успіння Божої Матері, що знаходився з правого боку, тобто з півдня, поруч з головним вівтарем. На створення іконостасу витрачено 2050 рублів сріблом. Поізніше розпочаті роботи зі спорудження головного іконостасу, він був закінчений лише в 1861 році, витрати на нього склали 6300 рублів сріблом.
Зведення храму в станиці обходилося парафіянам недешево з тієї причини, що церква з дзвіницею відбудована з цегли і покрита листовим залізом.
В «Церковних відомостях» за 1905 рік згадується, що церква була «кам'яна, з такою ж дзвіницею, покрита листовим залізом, міцна і вміщувала велику кількість парафіян, паркан навколо неї кам'яний із залізною решіткою».
За своєю формою храм був квадратним, мав два входи – паперті: північний і західний. П'ять зелених куполів зверху утворювали хрест, символізуючи Главу Церкви – Христа і чотирьох Апостолів, Євангелістів: Іоанна, Луки, Марка, Матвія.
Свято-Троїцька церква згадана Шолоховим при описі станиці Вешенської першої чверті XX століття:  «Вешенская – вся в засыпях желтых песков. Невеселая, плешивая, без садов станица. На площади – старый, посеревший от времени собор, шесть улиц разложены вдоль по течению Дона. Там, где Дон, выгибаясь, уходит от станицы к Базкам, рукавом в заросли тополей отходит озеро, шириной с Дон в мелководье. В конце озера и кончается станица. На маленькой площади, заросшей иглисто-золотой колючкой, - вторая церковь, зеленые купола, зеленая крыша – под цвет зелени разросшихся по ту сторону озера тополей…»
У 1853 році в східній частині станиці почалося будівництво кам'яного храму в ім'я Святої Трійці з боковим вівтарем Успіння Божої Матері. Церква споруджувалася на кошти козаків в ознаменування їх перемог за Віру, Царя і Вітчизну. Освячений храм у 1858 році. Його будівля була білою із зеленими куполами. Працювала церква і після Жовтневої революції.
В 1930-х роках церква була закрита і зруйнована. У 1936 році на засіданні бюро райкому і президії РВК(а) прийнято рішення про її знесення, а 9 лютого 1937 року Свято-Троїцький храм підірвали. Залишилися від неї матеріали: цегла, залізо й дерево, які спочатку планувалося використовувати для будівництва технікуму, але розібрати храм так і не вийшло, і тому церква була підірвана. Цегла вивезена на возах для викладання дороги в бік хутора Горохівський, де тоді були хиткі піски.
Матеріали, які залишилися від неї використані для будівництва технікуму.
Жителі станиці намагалися відновити храм, був розкопаний фундамент. Станичники зібрали більше 3000 рублів, але на проект потрібно було більше 20000 рублів, тому зібраних коштів вистачило тільки на земляні роботи з підготовки фундаменту, який пізніше знову закопали.
На місці станичного храму в даний час збудована невеличка каплиця з пам'ятним хрестом, встановленим у 1993 році.